# Крутобережный (Омская область)
Крутобережный — посёлок в Омском районе Омской области России. Входит в состав Дружинского сельского поселения. Население 17 чел. (2010) .

## История
В соответствии с Законом Омской области от 30 июля 2004 года № 548-ОЗ «О границах и статусе муниципальных образований Омской области» посёлок вошёл в состав образованного муниципального образования «Дружинское сельское поселение».

## География
Крутобережный находится на юге центральной части региона, возле реки и озера Камышловка, в долине р. Иртыш. Фактически находится на территории г. Омск.
Абсолютная высота — 74 м над уровнем моря.

## Население
| 2006 | 2010 |
| ---- | ---- |
| 17   | →17  |

Гендерный состав
По данным Всероссийской переписи населения 2010 года в гендерной структуре населения из 17 человек мужчин — 8, женщин — 9	(47,1 и 52,9 % соответственно).
Национальный состав
Согласно результатам переписи 2002 года, в национальной структуре населения русские составляли 84 % от общей численности населения в 12 чел..

## Инфраструктура
Промышленные объекты.

## Транспорт
Асфальтированные дороги.